# Hilding Bergström
Hilding Olof Vidar Bergström, född 8 november 1880 i Avesta, död 13 november 1966 i Danderyd, var en svensk civilingenjör, uppfinnare och träkemist.
Hilding Bergström, som var son till brukspatron Albert Bergström och Maria Dahl, vars farfar var Jacob Dahl. Bergström tog studentexamen 1899 i Karlstad och civilingenjörsexamen vid Kungliga Tekniska Högskolan 1902. Han anställdes 1902 som sekreterare i kolningskommittén vid Jernkontoret under Peter Klason och 1904 vid Jernkontoret där han blev kolningsingenjör 1906. Kolningslaboratoriet inrättades 1906 på Bergströms initiativ och han blev dess föreståndare 1907. Han var verksamhetschef till dess nedläggning 1946, då verksamheten övergick i Bergströms privata regi. Han var från 1919 ledamot av kemisektionen vid dess inrättande i Kungliga Ingenjörsvetenskapsakademien (hedersledamot 1945). Bergström producerade cirka 300 vetenskapliga publikationer och omkring 60 patent inom träkemins område, främst märks patent nr 33 333 i samarbete med B O Lindkvist för destillerad tallolja.
Bergström tilldelades Kungliga Ingenjörsvetenskapsakademiens Peter Klason medalj i guld 1950 och 1956 Ekmanmedaljen av Svenska Pappers- och Cellulosaingenjörsföreningen. Bergström var även riddare av Nordstjärneorden och av Vasaorden.
Hilding Bergström var far till bland annat ingenjören Sixten Bergström. Bergström är gravsatt i Gustav Vasa kyrkas kolumbarium vid Odenplan i Stockholm.